# Kontaminace potravin

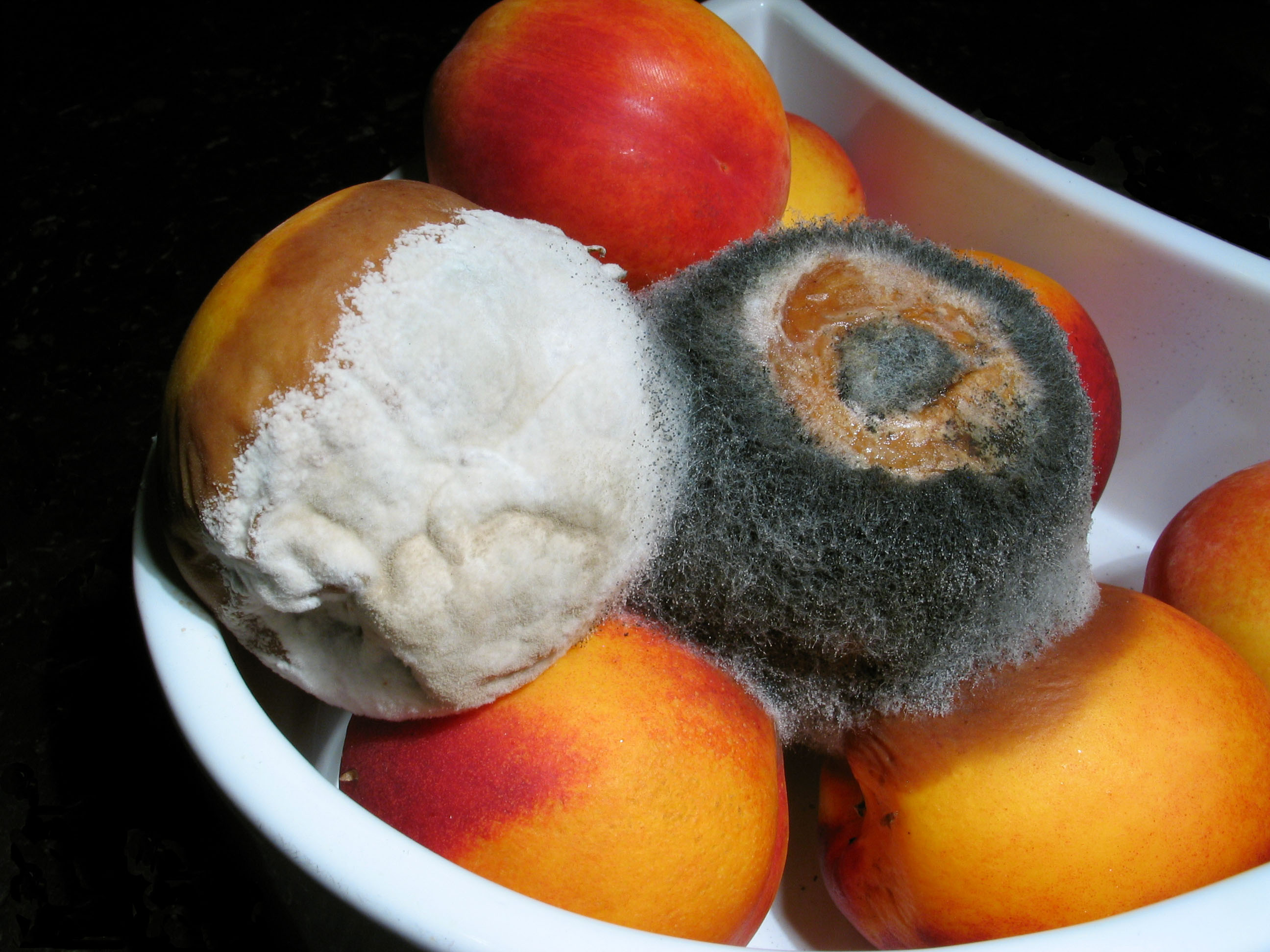
Zplesnivělé nektarinky, způsob biologické kontaminace potravin.

Kontaminace potravin je určitý způsob znečištění, kdy se mění zdravotní nezávadnost, což může u organismů (zejména u člověka) způsobit alimentární onemocnění.

## Druhy kontaminace potravin
Rozlišujeme tyto druhy znečištění:
- mechanické
- chemické
- fyzikální
- biologické
- genetické

Mimo jiné se zjišťuje, kdy došlo ke kontaminaci (např. masa):
- intravitální kontaminace (za života)
- postmortální kontaminace (po smrti)

## Biologická kontaminace
Mikrobiologická kontaminace potravin je ve státech Evropské unie pečlivě sledována a regulována.

### Osliznutí
Osliznutí je povrchový způsob znečištění potravin, který je charakterizován koncem údržnosti potravin, z toho vyplývá že potravina se začíná kazit. Takto znečištěná se stává nepoživatelnou. Příčinou je přítomnost bakterií, např. rodu Proteus, Pseudomonas, Micrococcus, Bacillus, Streptococcus, Staphylococcus.

### Hniloba
Rozlišuje se několik druhů hniloby:
a) Povrchová – což je pokračující stádium osliznutí v povrchových vrstvách. Dochází ke změně barvy, posléze zapáchá po amoniaku, sirovodíku a dalších rozkladných produktech. Toto způsobují především bakterie rodu Alkaligenes, Citrobacter a Escherichia coli. Tato hniloba vzniká hlavně za postmortálního působení patogenů.
b) Hluboká – k tomuto druhu hniloby dochází za intravitálního působení hnilobných zárodků (nemocné zvíře). Bohužel smyslovým posouzením patogeny neodhalíme, i když dochází k hlubokým a zásadním rozkladným procesům, které jsou způsobeny především rodem Clostridium.

### Plesnivění
Dochází ke vzniku plísní. Příčinou je uložení potraviny do prostředí již kontaminovaného mykotoxiny. Jedná se o plísně rodu např. Penicilium, Mucor, Aspergillus.

### Zapaření
Toto znehodnocení se týká masa, kde nejsou přítomny žádné patogeny. Příčinou je:
- při procesu zrání masa se neumožní vyzáření tělesného tepla
- když dojde k zahřátí po neúplném vykrvení

Dochází k bouřlivým enzymatickým a biochemickým procesům, ke vzniku kyselých produktů, vzniká sirovodík. Takové maso má na řezu typickou žlutoměděnou barvu.

## Chemická kontaminace

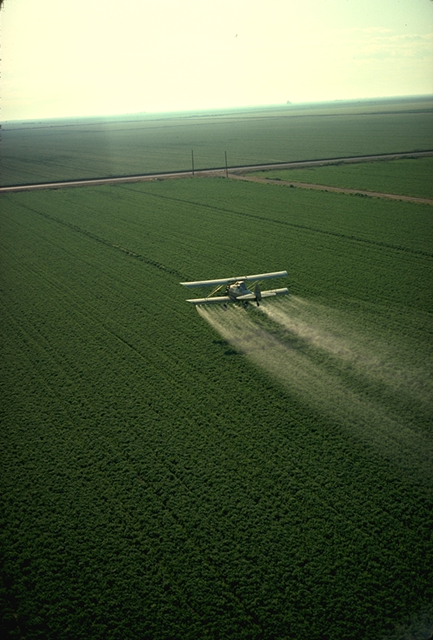
Letecká aplikace pesticidů může být zdrojem chemické kontaminace potravin

Je způsobena rozmanitými chemickými látkami ze životního prostředí (přírodní nebo průmyslové chemikálie) nebo používanými v zemědělství (agrochemikálie) nebo v potravinářství (součásti obalů, výrobních technologických zařízení atd.). Obsah řady kontaminujících látek je regulováno předpisy Evropské unie.

### Agrochemikálie
Jde o chemická látky záměrně užívané v zemědělství (např. pesticidy (herbicidy, insekticidy, fungicidy, rodenticidy atd.), regulátory růstu, veterinární léčiva atd.) jejichž rezidua mohou zůstat v potravinách. Od září 2008 sjednotila Evropská komise povolenou hladinu pesticidů v potravinách ve všech zemích EU. Nařízení zahrnuje asi 1100 pesticidů, pro které stanovuje limity ve 315 zemědělských produktech.

### Potravinářská aditiva
Jde o látky, které se záměrně přidávají do potravin s cíle zachovat nebo zlepšit jejich vlastnosti, např. barviva, konzervanty, ochucovadla, antioxidant, emulgatory, plnidla, kyseliny atd.)

### Environmentální kontaminanty
Jde o látky znečišťující životní prostředí, které kontaminují potraviny v důsledky znečištění ovzduší, vody či půdy. Může jít např. o těžké kovy (olovo, kadmium, rtuť aj.), DDT a jeho metabolity, polychlorované bifenyly, dioxiny, polyaromatické uhlovodíky atd.

## Genetická kontaminace
Termín genetické znečištění v širší veřejnosti zpopularizoval Jeremy Rifkin v knize The Biotech Century (Století biotechnologií) z roku 1998. V případě potravin je míněno znečištění potravin geneticky modifikovanými organismy nebo z nich vyrobenými produkty, zejména v případě řádně neotestovaných nebo neschválených GMO.

### Geneticky modifikovaná rýže
Čínská geneticky modifikovaná rýže Bt63, která byla nalezena při náhodných kontrolách ve Velké Británii, Francii, Německu a Rakousku, ačkoli její bezpečnost nebyla prověřena a nebyla schválena pro lidskou výživu. Evropská unie proto od dubna 2008 už čínské rýže a u produktů z ní vyžaduje certifikát, že neobsahuje ilegální GM rýži Bt63 a dováženou rýži testuje ve speciálních laboratořích.